# Polyrhachis rhea
Polyrhachis rhea är en myrart som beskrevs av Auguste-Henri Forel 1911. Polyrhachis rhea ingår i släktet Polyrhachis och familjen myror. Inga underarter finns listade i Catalogue of Life.